# Резня в Ханапепе
Резня в Ханапепе (также битва при Ханапепе) — массовое убийство, которое произошло 9 сентября 1924 года. Ближе к концу длительной забастовки Филиппинских сахарных рабочих на Кауаи, Гавайи, местная полиция застрелила девять бастующих и смертельно ранила семерых, забастовщики застрелили и зарезали трех шерифов и смертельно ранили одного; в общей сложности погибло 20 человек.

## История
К 1920-м годам владельцы плантаций сахарного тростника на Гавайях разочаровались в японских и филиппинских рабочих. Следующие несколько лет они потратили на то, чтобы заставить Конгресс США смягчить закон о запрете ввоза китайцев для привлечения на плантации новых китайских рабочих. Конгресс не дал разрешение на ввоз китайской рабочей силы.
Американские профсоюзы на материковой части США поддержали Конгресс в этой акции, а местные ничего не делали и оставались в стороне, так что некоторое время казалось, что профсоюз на плантациях сахарного тростника «мёртв». Чтобы противостоять организации рабочих и не допустить «воскрешение» профсоюза, Гавайское территориальное Законодательное собрание приняло закон об уголовном Синдикализме 1919 года, закон об анархических публикациях 1921 года и закон о борьбе с пикетированием 1923 года.
Эти законы, предусматривавшие наказание до 10 лет лишения свободы, усилили недовольство рабочих. Филиппинцы, которые быстро становились доминирующей рабочей силой на плантациях, имели глубоко укоренившиеся обиды: как с последними иммигрантами с ними обращались крайне плохо. Плантаторы утверждали, что существует нехватка рабочей силы, и они активно набирали рабочих с Филиппин, но они хотели только неграмотную рабочую силу и возвращали всех прибывших, которые могли читать или писать.

## Забастовки и резня
К 1922 году филиппинский активист Пабло Манлапит организовал новое Филиппинское рабочее движение за повышение заработной платы, которое насчитывало около 13 000 членов. В апреле 1924 года он призвал к забастовке на острове Кауаи, требуя 2 доллара в день заработной платы и сокращения рабочего дня до 8 часов. Как и раньше, владельцы плантаций для разгона этого мероприятия использовали Вооруженные силы и Национальную гвардию, а также штрейкбрехеров, которым платили больше, чем обычным рабочим. Рабочих выгоняли из домов. Распространялась пропаганда, направленная на разжигание расизма. Наблюдался шпионаж и проникновения в ряды забастовщиков для срыва их дальнейших планов.
Лидеры забастовок были арестованы в попытке поднять рабочих на борьбу за свои права, а некоторые люди были подкуплены, чтобы свидетельствовать против них. 9 сентября 1924 года разъяренные забастовщики похитили двух штрейкбрехеров и не пустили их на работу.. Полиция, вооруженная дубинками и огнестрельным оружием, прибыла в штаб-квартиру профсоюза, где были рабочие, чтобы освободить штрейкбрехеров.. От 100 до 200 филиппинских забастовщиков были вооружены пистолетами, ножами и дубинками, в результате чего между рабочими и полицейскими прошли столкновения.
The Associated Press осветила эту историю: «Двадцать человек убитых, бесчисленное количество раненых, лежащих в госпиталях, офицеры, получившие приказ стрелять в забастовщиков при их приближении, подавленные вдовы с детьми, ищущие в тюрьмах, больницах и моргах пропавших забастовщиков — таковы были последствия столкновения между забастовщиками на плантации тростника и рабочими на плантации McBryde, во вторник в Ханапепе, остров Кауаи. Среди погибших были шестнадцать филиппинцев и четверо полицейских».

## Последствия
После резни полиция собрала всех протестующих мужчин, которых смогла найти, и в общей сложности 101 филиппинец был арестован. 76 были привлечены к суду, и 60 них из получили четыре года тюремного заключения. Однако эти цифры оспариваются историками, и другой источник утверждает, что 130 забастовщиков и их лидеров были арестованы и преданы суду, из которых 56 были признаны виновными и заключены в тюрьму, а многие позже депортированы. Пабло Манлапит, один из лидеров рабочих, был приговорен к тюремному заключению сроком от двух до десяти лет. The Hawaiʻi Hochi утверждала, что он был отправлен в тюрьму, став жертвой сфабрикованных доказательств, лжесвидетельств, расовых предрассудков и классовой ненависти. Вскоре после этого он был условно освобожден с условием, что покинет Гавайи. Через восемь месяцев забастовка прекратилась.
После забастовки 1924 года рабочее движение на Гавайях практически прекратилось, но не умерло, и недовольство среди рабочих редко возникало снова. Пабло Манлапит, который был заключен в тюрьму и сослан, вернулся на острова в 1932 году и основал новую трудовую организацию, на этот раз надеясь включить в неё другие этнические группы. В 1933 году были небольшие неприятные для плантаторов забастовки, которые не продвинулись сильно вперед и вовлекли в основном филиппинцев.

## Наследие
Десятки лет местонахождение могил убитых было неизвестно, вместо этого в 2006 году в городском парке Ханапепе был установлен памятный знак.
20 октября 2019 года отделение штата Гавайи филиппинского американского Национального исторического общества при содействии механика и инженера обнаружило траншею на филиппинском кладбище Ханапепе, которая, по их мнению, может быть могилой двенадцати забастовщиков. О находке было сообщено на West Hawaii Today, и результаты будут представлены на конференции филиппинского американского Национального исторического общества, в Вайкики в июле 2020 года. Исследователи также заявили, что они продолжат исследования, чтобы идентифицировать 16 забастовщиков, изучая судебные протоколы и записи Ассоциации сахарных плантаторов Гавайев.